# Indicatoridae
Gli Indicatòridi (Indicatoridae Swainson, 1837) è una famiglia di uccelli dell'ordine dei Piciformi, comunemente detti uccelli indicatori in quanto indicano con strida la presenza degli alveari selvatici.

## Tassonomia
Comprende 4 generi e 17 specie:
- Genere Prodotiscus
  - Prodotiscus insignis (Cassin, 1856) - indicatore di Cassin
  - Prodotiscus regulus Sundevall, 1850 - indicatore di Wahlberg
  - Prodotiscus zambesiae Shelley, 1894 - indicatore dorsoverde
- Genere Melignomon
  - Melignomon eisentrauti Louette, 1981 - indicatore piedigialli
  - Melignomon zenkeri Reichenow, 1898 - indicatore di Zenker
- Genere Indicator
  - Indicator pumilio Chapin, 1958 - indicatore nano
  - Indicator willcocksi Alexander, 1901 - indicatore di Willcocks
  - Indicator meliphilus (Oberholser, 1905) - indicatore pallido
  - Indicator exilis (Cassin, 1856) - indicatore minuto
  - Indicator conirostris (Cassin, 1856) - indicatore beccogrosso
  - Indicator minor Stephens, 1815 - indicatore minore
  - Indicator maculatus Gray, 1847 - indicatore macchiato
  - Indicator variegatus Lesson, 1830 - indicatore golasquamata
  - Indicator xanthonotus Blyth, 1842 - indicatore groppagialla
  - Indicator archipelagicus Temminck, 1832 - indicatore di Malesia
  - Indicator indicator (Sparrman, 1777) - indicatore maggiore
- Genere Melichneutes
  - Melichneutes robustus (Bates, 1909) - indicatore codalira